# François Chiappe
 (octobre 2009).
Si vous disposez d'ouvrages ou d'articles de référence ou si vous connaissez des sites web de qualité traitant du thème abordé ici, merci de compléter l'article en donnant les références utiles à sa vérifiabilité et en les liant à la section « Notes et références ».
Ne doit pas être confondu avec Jean-François Chiappe.
Il a participé à la répression contre les forces de gauche, sous les ordres de José Lopez Rega, Ministre du gouvernement argentin pendant la présidence d'Isabel Perón.
Il est décédé en avril 2009.

### Sources et bibliographie
- (es) Juan Ignacio Irigaray, « De mafioso corso a 'protagonista' de los Oscar », El Mundo,‎ 13 avril 2009 (lire en ligne, consulté le 27 novembre 2014)
- (es) « Murió en La Falda el enigmático François Chiappe », 10 avril 2009 (consulté le 27 novembre 2014)